# Коломье (регбийный клуб)
«Уньон спортив Коломье рёгби» (фр. Union sportive Colomiers rugby), «Коломье» — французский регбийный клуб, выступающий во втором дивизионе национального чемпионата. Команда покидала второй уровень и становилась участником лиги Федераль 1 по итогам сезонов 2006/07 и 2010/11. С 2012 года коллектив вновь выступает в Про Д2.
Клуб «Коломье» располагается в одноимённом городе и проводит домашние матчи на стадионе «Стад Мишель-Бендишу», вмещающем 11 тысяч зрителей. Основанная в 1915 команда становилась серебряным призёром чемпионата Франции и кубка Хейнекен, наиболее престижного европейского соревнования. Кроме того, французы становились победителями второго по значимости трофея Европы — Европейского кубка вызова. На счету клуба также победы в третьем дивизионе чемпионата в 2005 и 2008 годах. Традиционные цвета клуба — синий и белый.

## Достижения
- Чемпионат Франции
  - Финалист: 2000
- Кубок Хейнекен
  - Финалист: 1999
- Европейский кубок вызова
  - Финалист: 1998
- Федераль 1
  - Победитель: 2005, 2008

## Текущий состав
Сезон 2012/13.

## Известные игроки
- Тим Менцель[англ.]
- / Кристофер Хильзенбек
- Эдуар Ангоран[англ.]
- / Роб Гордон
- Фабьен Галтье
- Марк Даль Масо
- Янник Жозьон
- Жан-Люк Садурни
- Давид Скрела[англ.]
- Патрик Табакко